# Mis Premios Nick
Mis Premios Nick fue la primera entrega de premios realizada por Nickelodeon (Latinoamérica) en 2003 como la primera versión hispanoamericana de los Kids' Choice Awards, realizada por única vez en México el 17 de mayo de 2003. En Brasil, estos premios se siguieron realizando bajo el nombre de Meus Prêmios Nick.
Después de esta entrega, el canal no volvió a realizar nuevamente el evento hasta 2010, con la inauguración de los Kids' Choice Awards México.
Mis Premios Nick fue conducido por Yordi Rosado y Wendy González, a los que se unió Arath de la Torre en el segundo segmento del concurso. La gran triunfadora del evento fue Natalia Lafourcade, que además de ganar en la categoría de grupo o solista mexicano favorito, lo hizo también en el del look y en el de la canción favorita por «En el 2000».

## Desarrollo del evento
La designación de los ganadores se hizo previamente a través de lo votos de unos 240.000 niños en la web mundonick.com, en la cual elegían a sus artistas, personajes y programas favoritos. El evento tuvo lugar después el 17 de mayo al aire libre en Six Flags México, con un público de cerca de quince mil asistentes. Entre los invitados especiales al evento estuvieron 150 niños pertenecientes a la fundación Cáritas, a los cuales se les dio entradas gratuitas para poder asistir a la premiación.
El concurso se había dividido en dos partes, uno por la mañana y otro hacia la tarde después de un breve descanso. En la primera parte, presentado por Yordi Rosado y Wendy González, se concedieron los premios ganadores a Yu-Gi-Oh! por videojuego favorito, El Hijo del Santo por luchador favorito, Galilea Montijo como celebridad favorita por el programa de revista Vida TV, Avril Lavigne por solista internacional favorita y Sabrina, la bruja adolescente por programa de tele internacional favorito. En la segunda parte del concurso, a la que se sumó Arath de la Torre como presentador junto a los anteriores, se concedieron los premios a Yahir Parra, de La Academia, por celebridad masculina favorita, Adal Ramones por comediante favorito, Natalia Lafourcade por solista mexicana favorita, Harry Potter y la cámara secreta por película favorita, y Otro rollo por programa de tele mexicano favorito. Algunos de los triunfadores no pudieron asistir a la celebración, por lo que enviaron grabaciones con agradecimientos a su público adolescente por haber votado por ellos. Ese fue el caso de Avril Lavigne, Natalia Lafourcade, Yahir, Ana Guevara y Adal Ramones.
El evento contó también con la presencia de Aarón Díaz, Martín Ricca, Martha Higareda, Eduardo Pocas Peñafiel, Juan José Ulloa, Yolanda Andrade, Danna Paola, Esteban Soberanes, Omar Chaparro, Daniela Luján, Consuelo Duval, Fabián Chávez, Silvia Lomelí, Mauricio Castillo, y los luchadores La Parca, Octagoncito, Ricky Marvin y Mascarita Sagrada.
La entrega Mis Premios Nick se animó también con la presencia de los personajes televisivos de Nickelodeon, entre los que se encontraban los protagonistas de Dora, la exploradora, Los castores cascarrabias, ¡Oye Arnold!, Carlitos y el personaje de Angélica, de Aventuras en pañales, y uno de los más populares por entonces, Bob Esponja, de la serie animada de mismo nombre.

## Actuaciones
Para la primera parte del concurso, celebrado entre las 10:00 y las 13:00 horas, aparecieron:
- el elenco de De pocas, pocas pulgas con las interpretaciones de «Perro Tomás» y «El baile de las pulgas», entre otras canciones
- Kabah con las interpretaciones de «La vuelta al mundo», «Fue lo que será», «Por ti» y «La vida que va»
- Uff con las interpretaciones de «Chica ideal», «Me enamoro de ti» y «Duende»

Para la segunda parte del concurso, aparecieron:
- Julio Iglesias, Jr. con las interpretaciones de «Los demás», «Quisiera volver» y «Sus ojos negros»
- Panda con las interpretaciones de «Hola!», «Si supieras», «Buen día», «Maracas» y «Quisiera no pensar»
- A*Teens con las interpretaciones de «A Perfect Match», «Let Your Heart Do All the Talking», «Upside Down», «Can't Help Falling in Love» y «Floorfiller»

## Ganadores y nominados

### Caricatura favorita
- Bob Esponja GANADOR[3]
- Las chicas superpoderosas
- Los Simpson
- Yu-Gi-Oh!

### Celebridad femenina favorita
- Galilea Montijo GANADOR[4]
- Angélica Vale
- Myriam Montemayor
- Sherlyn González

### Celebridad masculina favorita
- Yahir Parra GANADOR[5]
- Eduardo Pocas Peñafiel
- Aarón Díaz
- Facundo Gómez

### Comediante favorito
- Adal Ramones GANADOR[6]
- El Compayito
- Eugenio Derbez
- Yolanda Andrade

### Deportista favorito
- Ana Guevara GANADOR[7]
- Eduardo Nájera
- Rafael Márquez
- Saúl Mendoza

### Grupo o solista internacional favorito
- Avril Lavigne GANADOR[8]
- Juanes
- Nick Carter
- Shakira

### Grupo o solista mexicano favorito
- Natalia Lafourcade GANADOR[9]
- Kabah
- OV7
- Paulina Rubio

### Luchador favorito
- El Hijo del Santo GANADOR[10]
- El Hijo del Perro Aguayo
- Mascarita Sagrada
- Ricky Marvin

### Película favorita
- Harry Potter y la cámara secreta GANADOR[11]
- Jimmy Neutrón: el niño genio
- Lilo y Stitch
- El señor de los anillos: Las dos torres

### Programa de tele internacional favorito
- Sabrina, la bruja adolescente GANADOR[12]
- Friends
- Malcolm el de en medio
- S Club

### Programa de tele mexicano favorito
- Otro rollo GANADOR[13]
- La Academia
- Clase 406
- Enamórate